# The Emperor's Club
The Emperor's Club és una pel·lícula estatunidenca de Michael Hoffman, estrenada l'any 2002. Ha estat doblada al català.
Segons el director, aquest film parla « d'un professor de valors tradicionals que s'aventura en un món molt més laberíntic i complex que el que està preparat a resistir ».
És força possible que Hoffman hagi estat atret per aquest tema, atès que ha passat molts anys a prestigioses escoles i universitats d'ensenyament clàssic.

## Argument
William Hundert és professor d'història antiga a la prestigiosa escola St Benedict. És un apassionat de la seva matèria i l'ensenyament. No li agrada únicament instruir els seus estudiants privilegiats socio-econòmicament, sinó igualment de formar el seu caràcter i inculcar-los valors.
Quan Sedgwick Bell, jove adolescent de fort caràcter, rebel, al límit de la insolència, arriba a l'establiment, una estranya relació s'instal·la entra el professor reputat i l'alumne provocador.
Vint-cinc anys més tard, es tornaran a trobar.

## Repartiment
- Kevin Kline: William Hundert
- Emile Hirsch: Sedgewick Bell
- Embeth Davidtz: Elizabeth
- Rob Morrow: James Ellerby
- Edward Herrmann: Woodbridge
- Harris Yulin: Senador Bell
- Paul Dano: Martin Blythe
- Rishi Mehta: Deepak Mehta
- Jesse Eisenberg: Louis Masoudi
- Gabriel Millman: Robert Brewster
- Chris Morals: Eugene Field
- Luca Bigini: Copeland Gray
- Michael Coppola: Russell Hall
- Sean Fredricks: Mr. Harris
- Caitlin O'Heaney: Mme Woodbridge
- Charu R. Mehta: Mare de Deepak
- Pamela Wehner: Dona del senador Bell
- Molly Regan: Miss Peters
- Roger Rees: Mr. Castle
- Helen Carey: Miss Johnston
- Joel Gretsch: Sedgewick Bell, vell
- Steven Culp: Martin Blythe, vell
- Rahul Khanna: Deepak Mehta, vell
- Patrick Dempsey: Louis Masoudi, vell
- Jimmy Walsh: Robert Bell
- Elizabeth Hobgood: Victoria Bell
- Purva Bedi: Anna Mehta
- Deirdre Lorenz: Dr. Kelly Ryan
- Anthony Vincent Bova: Robert Brewster, de vell
- Mark Nichols: Copeland Gray, vell
- George F. Miller: Eugene Field, de vell
- Henry Glovinsky: William Simon

## Crítica
- "Un considerable exámen del caràcter, la moral i el destí. (...) Bona"[3]
- "La interpretació de Kevin Kline mostra un profund coneixement del personatge, que després de tot és millor que la major part dels professors, millor que la majoria dels homes. I ens interessa no perquè és perfecte, sinó perquè lamenta sincerament no ser-ho."[4]
- "El director Michael Hoffman ens omple de llàgrimes com una boira tòxica. Evitin-la com una plaga."[5]